# 诺特韦勒
诺特韦勒是德国莱茵兰-普法尔茨州的一个市镇。总面积3.68平方公里，总人口151人，其中男性80人，女性71人（2011年12月31日），人口密度41人/平方公里。